# 주철현
주철현(朱哲鉉, 1959년 3월 12일~)은 대한민국의 법조인, 정치인이다. 제21·22대 국회의원이다. 제6대 전라남도 여수시장(2014. 7.~2018. 6.)을 지냈다.

## 학력
- 여수미평국민학교(28회) 졸업
- 여수구봉중학교(3회) 졸업
- 1979 여수고등학교(28회) 졸업
- 1983 성균관대학교 법과대학 법률학 학사

## 경력
- 1983년: 제25회 사법고시 합격
- 1983년~1985년: 제15기 사법연수원 수료
- 1986년: 대한민국 육군 법무관
- 1989년: 인천지방검찰청 검사
- 1991년: 광주지방검찰청 해남지청 검사
- 1992년: 서울남부지방검찰청 검사
- 1995년: 광주지방검찰청 검사
- 1997년: 서울중앙지방검찰청 검사
- 1997년: 대검찰청 검찰연구관
- 1998년 8월~1999년 6월: 제40대 전주지방검찰청 정읍지청장
- 1999년: 서울중앙지방검찰청 부부장검사
- 2001년: 대검찰청 공안2과장
- 2003년: 서울동부지방검찰청 형사4부장
- 2003년: 법무부 법무심의관
- 2004년: 서울중앙지방검찰청 특수1부장검사
- 2005년 4월~2006년 2월: 제37대 광주지방검찰청 목포지청장
- 2006년: 법무부 감찰기획관
- 2007년: 인천지방검찰청 1차장검사
- 2008년: 대전지방검찰청 차장검사
- 2009년: 부산고등검찰청 차장검사
- 2009년 8월~2010년 7월: 제32대 법무부 범죄예방정책국장 검사장
- 2010년 7월~2011년 8월: 제27대 창원지방검찰청 검사장
- 2011년 8월~2012년 7월: 제55대 광주지방검찰청 검사장
- 2012년: 대검찰청 강력부장
- 2012년~2014년 6월: 법무법인 태원 고문변호사
- 2014년 6월 4일: 제6회 전국동시지방선거 당선(전라남도 여수시장, 민선 6기, 새정치민주연합, 초선)
- 2014년 7월~2018년 6월: 제6대 전라남도 여수시장(민선 6기, 새정치민주연합→더불어민주당, 초선)
- 2017년 4월~2017년 10월: 더불어민주당 전라남도당 여수시 을 지역위원회 위원장 직무대행
- 2019년 2월~: 더불어민주당 전라남도당 여수시 갑 지역위원회 위원장
- 2020년 4월 15일: 대한민국 제21대 국회의원 선거 당선(전남 여수시 갑, 더불어민주당, 초선)
- 2021년 7월~2021년 10월: 제20대 대통령 선거 더불어민주당 이재명 대통령 경선후보 열린캠프 전라남도 상임선거대책본부장
- 2022년 1월~2022년 3월: 제20대 대통령 선거 더불어민주당 이재명 대통령 후보 전라남도 공동선거대책위원장
- 2022년 9월~2023년 10월: 더불어민주당 전라남도 기본사회위원회 위원장
- 2022년 9월~2024년 10월: 더불어민주당 인권위원장
- 2023년 10월~2024년 5월: 더불어민주당 원내부대표
- 2024년 3월~2024년 4월: 제22대 국회의원 선거 더불어민주당 전라남도당 상임선거대책위원장
- 2024년 4월 15일: 대한민국 제22대 국회의원 선거 당선(전남 여수시 갑, 더불어민주당, 재선)
- 2024년 8월~: 더불어민주당 전라남도당 위원장
- 2024년 9월~2025년 2월: 더불어민주당 최고위원
- 2025년 8월~: 더불어민주당 검찰개혁특별위원회 부위원장, 간사

### 의정 활동
- 2020년 5월 30일~2024년 5월 29일: 제21대 국회의원(전남 여수시 갑, 더불어민주당, 초선)
  - 2020년 6월~2022년 5월: 제21대 국회 전반기 농림축산식품해양수산위원회 위원
  - 2020년 7월~2024년 5월: 국가재조포럼 구성의원
  - 2022년 7월~2024년 5월: 제21대 국회 후반기 농림축산식품해양수산위원회 위원
  - 2022년 7월~2023년 5월: 제21대 국회 후반기 예산결산특별위원회 위원
  - 2023년 10월~2024년 5월: 제21대 국회 후반기 국회운영위원회 위원
- 2024년 5월 30일~: 제22대 국회의원(전남 여수시 갑, 더불어민주당, 재선)
  - 2024년 6월~: 제22대 국회 전반기 농림축산식품해양수산위원회 위원
  - 2024년 6월~2025년 6월: 제22대 국회 전반기 예산결산특별위원회 위원
  - 2024년 7월~2024년 8월: 제22대 국회 대법관(노경필·박영재·이숙연) 임명동의에 관한 인사청문특별위원회 위원

## 역대 선거 결과
|  | 50.09% |

|  | 64.44% |

|  | 88.89% |

## 소속 정당
| 소속 정당 | 소속 정당      | 소속 기간 | 비고      |
| --------- | -------------- | --------- | --------- |
|           | 새정치민주연합 | 2014~2015 | 정계 입문 |
|           | 더불어민주당   | 2015~현재 | 당명 변경 |

## 같이 보기
- 여수시의 국회의원
- 여수시 갑
- 여수시장